# Fährverbindung Hvalpsund–Sundsøre
| Güterschuppen in Sundsøre, im Hintergrund die Anlegestelle |                      |                                           |                                           |
| Spurweite: | 1435 mm (Normalspur) |                                           |                                           |
| |                      |                                           |                                           |
| \| \| \| Bahnstrecke Aalborg–Hvalpsund von Aalborg \| \| \| \| Hvalpsund \| \| \| \| Sundsøre \| \| \| \| Eisenbahnfähre (1927–1969) \| \| \| \| (ab 1927) \| \| \| \| Hvalpsund Havn (ab 1925) \| |                      |                                           |                                           |
| Strecke (außer Betrieb) |                      | Bahnstrecke Aalborg–Hvalpsund von Aalborg | Bahnstrecke Aalborg–Hvalpsund von Aalborg |
| Bahnhof (Strecke außer Betrieb) |                      | Hvalpsund                                 | Hvalpsund                                 |
| Betriebs-/Güterbahnhof Streckenanfang (Strecke außer Betrieb) · Strecke (außer Betrieb) |                      | Sundsøre                                  | Sundsøre                                  |
| Eisenbahnfähre (Strecke außer Betrieb) · Strecke (außer Betrieb) |                      | Eisenbahnfähre (1927–1969)                | Eisenbahnfähre (1927–1969)                |
| Strecke nach links (außer Betrieb) · Abzweig geradeaus und von rechts (Strecke außer Betrieb) |                      | (ab 1927)                                 | (ab 1927)                                 |
| |                      | Hvalpsund Havn (ab 1925)                  |                                           |

Die Fährverbindung Hvalpsund–Sundsøre über den dänischen Hvalpsund besteht seit 1523. Sie führt von Hvalpsund auf der Halbinsel Himmerland nach Sundsøre auf Salling.

## Geschichte
Zu Zeiten, als die Fährüberfahrt nur mit Ruderbooten erfolgte, legten diese auf der Seite von Sundsøre auf der 800 Meter in den Hvalpsund reichenden Landzunge Hvalp Hage an.
Im Laufe der Zeit geschahen viele Fährunglücke. Bereits am 5. Oktober 1792 schrieb die Zeitung Jyske Efterretninger über ein Unglück vom 23. September 1792, bei dem die mit 23 Personen, mehreren Zentnern Roggen und 18 Schafen überladene Fähre mit Wasser volllief. Noch bevor die Fährleute entschieden, den Roggen über Bord zu werfen, sank das Schiff. Von den Passagieren konnten nur drei Personen gerettet werden.

### Beginn des Eisenbahnfährbetriebes
Als 1910 die Eisenbahn Hvalpsund erreichte und von dort eine schnelle Verbindung nach Aalborg herstellte, stellte sich die Fährüberfahrt mit Ruderbooten als völlig unzureichend heraus. Der Ort war zwischen 1910 und 1969 die Endstation der Bahnstrecke Aalborg–Hvalpsund (AHB). Deshalb löste 1926 das Motorboot Sundsøre der Aalborg-Hvalpsund Jernbaneselskab A/S (AHJ) die Ruderboote ab.
Das Eisenbahngesetz vom 20. März 1918 sah mit der Nørre Salling Jernbane eine Privatbahnstrecke als Anschluss von der Sallingbane von Lyby oder Jebjerg über die Insel Mors zum Anleger Branden am Furusund sowie eine Eisenbahnfähre zwischen Hvalpsund und Sundsøre vor, die von den Danske Statsbaner (DSB) betrieben werden sollte (dänisch: „21. En Jernbane fra Branden Anlægsbro ved Fursund over Sundsøre til Lyby eller Jebjerg“), eine Bahnstrecke von 26 km Länge, die 2,25 Mill. Kronen kosten würde. 1918 war der Staat bereit, die Hälfte der Baukosten zu übernehmen.
In den frühen 1920er Jahren endete jedoch durch das Aufkommen von Lastkraftwagen, Bussen und Personenwagen der große Eisenbahnbau in Dänemark. Die Jernbanekommissionen fra 1923 (deutsch Eisenbahnkommission von 1923) entschied sich gegen den Bau der Bahnstrecke Jebjerg–Sundsøre–Branden, da mit einem Jahresdefizit von etwa 45.000 Kronen gerechnet werden musste. 1925 stand fest, dass Østsalling keinen Eisenbahnanschluss und keine DSB-Fähre bekommen würde.
Dafür wurde entschieden, dass sich der Staat mit 50 % an einer privaten Fähre beteiligen würde. Die AHJ nutzte dieses Angebot, bewarb sich und erhielt dafür die Bewilligung. Daraufhin wurden in Hvalpsund und Sundsøre Fähranleger sowie ein Verbindungsgleis vom Bahnhof Hvalpsund zum Fähranleger gebaut. Bei der Aalborg Værft wurde eine Eisenbahnfähre bestellt. Die Hvalpsund war dieselbetrieben, hatte ein Gleis und konnte vier Güterwagen oder 22 Personenwagen transportieren. Sie nahm am 27. Mai 1927 ihren Dienst auf.
So wurden von 1927 bis 1969 neben Straßenfahrzeugen mit der kleinsten privaten normalspurigen Eisenbahnfähre Dänemarks Güterwagen über den Sund befördert. Für die Überfahrt benötigte die Fähre zwölf Minuten, es fanden mit der Betriebsaufnahme sieben Überfahrten pro Tag in jede Richtung statt.

### Ende des Eisenbahnfährbetriebes
Nach der Stilllegung der Bahnstrecke und Auflösung der Bahngesellschaft AHJ wurde die Fährlinie von den beiden Anliegergemeinden Thise und Louns-Alstrup durch die dafür gegründete Gesellschaft Interessentskabet Louns-Alstrup Kommune og Thise Kommune in Hvalpsund übernommen. Während die Schienen auf dem Schiff erhalten blieben und nur die Rillen verschlossen wurden, erfolgte 1970 eine Modernisierung der Hvalpsund, bei der ein 4-Zylinder-Viertakt-Dieselmotor von Åbenrå-Motorfabrik, Heinrich Callesen A/S mit 320 PS eingebaut wurde. Bis 1980 blieb das Schiff als Autofähre in Betrieb.
1979 wurde von den Amtsnachfolgern der Vorgängergesellschaft, der Viborg Amtskommune und der Sundsøre Kommune, die von der Werft  Søren Larsen & Sønners 1961 gebaute Sallingsund, die zuvor auf der eingestellten Fährverbindung Sallingsund zwischen Pinen und Plagen eingesetzt und durch den Bau der Sallingsundbroen überflüssig geworden war, gekauft. Sie wurde 1980 ebenfalls mit dem Namen Hvalpsund versehen und übernahm in diesem Jahr die Fährdienste. 1996 kam die ebenfalls bei  Søren Larsen & Sønners 1966 gebaute Stenøre als zweite Fähre hinzu. Die Stenøre wurde zuvor von 1966 bis 1996 auf der Fährverbindung Fursund zwischen Stenøre und Branden eingesetzt.
Im Januar 1993 änderte sich die Betreibergesellschaft für die Hvalpsund, nunmehr war die Partsrederi – Farsø kommune og Sundsøre kommune für den Betrieb verantwortlich. Die Stenøre übernahm die Sundsøre Kommune.
Seit dem 22. März 2006 wird die Fährverbindung mit einer Autofähre durch die Fährgesellschaft Hvalpsund-Sundsøre Færgefart I/S bedient, die Skive Kommune und Vesthimmerland Kommune gehört. Die Mary wurde 2001 bei der Assens Skibsværft A/S in Assens bestellt und erhielt die Baunummer 329. Der Rumpf wurde bei Riga Shipyard im lettischen Riga gebaut, im Herbst 2005 erreichte dieser den Hafen von Assens, wo die weitere Ausrüstung erfolgte. Das fertige Schiff wurde 2006 abgeliefert. Am 8. April 2006 wurde die Fähre von den Taufpatinnen Karen Madsen und Laila Munk Sørensen auf den Namen „Mary“ getauft. Im Zusammenhang mit dem Fährbetrieb sind 9 Mitarbeiter beschäftigt.

## Besonderes
Am 26. Oktober 2021 wurde die Bugklappe der Mary schwer beschädigt. Ursache war, dass gegen 6:30 Uhr beim Anlauf an den Anleger Hvalpsund ein LKW, dessen Handbremse nicht angezogen war, zu rollen begann, die Bugklappe durchbrach und in den Fjord fiel. Der LKW wurde noch in der Nacht geborgen. Bereits im Mai 2011 war ein Schweinetransporter in das sechs Meter tiefe Hafenbecken gefallen, nachdem dessen Bremsen beim Auffahren auf die Fähre nicht funktionierten.
Die Mary wurde am folgenden Tag durch die Reservefähre Sleipner-Fur der Fährverbindung Fursund ersetzt. Am 4. November 2021 fiel die Sleipner durch Motorprobleme aus, nachdem sich eine Fischreuse in der Schiffsschraube verfangen hatte. Das manövrierunfähige Schiff lief bei Sundsøre auf eine Sandbank auf. Der Fährverkehr wurde eingestellt, die Sleipner-Fur musste ausgebaggert werden. Die Überfahrten mit dem Schiff wurden am 30. November 2021 um 14:55 Uhr ab Sundsøre wieder aufgenommen.
Die Mary wurde am 22. November 2021 in Thyborøn eingedockt. Die Reparatur erfolgte nach Eintreffen der Ersatzteile.